# Дяченко Григорій Онуфрійович
Григорій Онуфрійович Дяче́нко (нар. 25 січня 1896, Бовкун — пом. 1972, Опава) — український співак (тенор), хоровий диригент, композитор.

## Біографія
Народився 13 [25] січня 1886 року в селі Бовкуні Кошеватської волості, Таращанського повіту, Київської губернії Російської імперії (нині Білоцерківський район Київської області, Україна). 1914 року закінчив учительську школу Михайлівського Золотоверхого монастиря. З 1914 року працював вчителем, хоровим диригентом. Упродовж 1918–1919 років навчався у Київському музично-драматичному інституті імені Миколи Лисенка (клас сольного співу Олени Муравйової).
1919 року з Українською республіканською капелою виїхав за кордон у концертну поїздку. Залишився в Чехословаччині, де закінчив Празьку консерваторію (у 1926 році клас вокалу; у 1930 році клас композиції Йозефа Сука).
Упродовж 1929–1930 років співав у оперному театрі у міста Пльзеня, у 1932–1945 роках — оперному театрі Оломоуця, у 1945–1949 роках — оперному театрі Опави. Помер в Опаві у 1972 році.

## Твори
- «Думка» для гобоя та малого симфонічного оркестру (1925);
- струнний квартет (1929);
- симфонічні поеми — «Лабуш» (1930), «Звитяга» (1932);
- твори для фортепіано;
- твори для хору («Росли собі укупочці», «Зелений ліс»);
- солоспіви на слова Тараса Шевченка, Лесі Українки, Олександра Олеся.